# Ana Claudia Talancón
Ana Claudia Talancón (Cancún, Quintana Roo, 1 de mayo de 1980) es una actriz, presentadora y cantante mexicana de cine y televisión. Se dio a conocer internacionalmente en la película mexicana El crimen del padre Amaro, que fue candidata al premio Óscar a la mejor película de habla no inglesa, en el año 2002. También se la vio en la exitosa Arráncame la vida. Es bisnieta del cantante Alfonso Ortiz Tirado.

## Carrera
Comenzó su carrera de actriz haciendo telenovelas para TV Azteca. Su primera oportunidad fue en el melodrama Al norte del corazón, en el que apareció en los primeros capítulos como la joven “Ángela Medina” protagonista de la historia, que sería interpretada más adelante por Anette Michel. Le siguió un pequeño personaje en la novela Señora. Después obtuvo su primer protagónico en la pantalla chica con Romántica obsesión, teniendo como pareja a Juan Manuel Bernal. Por esta actuación recibió el premio Sol de Oro que otorga el Círculo Nacional de Periodistas de México.
A sus 19 años es convocada por Azul TV para protagonizar junto a Diego Ramos, Mario Cimarro y Coraima Torres la telenovela Amor latino, producida por Raúl Lecouna en Argentina.
De la mancuerna realizada por las cadenas de televisión Telemundo y TV Globo se produjo el remake hispano del éxito brasileño Vale todo, Ana Claudia participó haciendo el papel de “María Fátima”, la voluntariosa hija de “Raquel” que interpretó Itatí Cantoral.
Ha participado en las series de televisión Tiempo final, Terminales (al lado de Alfonso Herrera) y Soy tu fan. En series extranjeras ha participado en Dollhouse y Covert Affairs.
En 2016 fungió como presentadora del programa televisivo "Top Chef México" puesto que repite para la segunda edición de  este reality culinario en 2017.

## Trayectoria
Ana Claudia incursionó en el cine al lado de Diego Luna en la película mexicana El Cometa. Ambientada en la época de la revolución mexicana interpretó el papel de “Valentina”, bajo la dirección de José Buil y Marissa Sistach.
Protagonizó con Gael García Bernal la controvertida cinta mexicana El crimen del padre Amaro, de Carlos Carrera, basada en la novela publicada en 1875 que narra el romance entre un joven sacerdote y una feligresa. La cinta fue nominada al premio Óscar a la mejor película de habla no inglesa, en 2002.
Después participó en las comedias mexicanas: Ladies' night de Gabriela Tagliviani con Ana de la Reguera y en Matando Cabos de Alejandro Lozano en el papel de “Paulina Cabos” hija de “Oscar Cabos” interpretado por Pedro Armendáriz Jr. Ambas películas fueron bien recibidas por el público juvenil. Además, actuó en el cortometraje El Umbral de Erwin Jaquez al lado de Diana Bracho y Julio Bracho.
Buscando internacionalizarse empezó a trabajar en películas de bajo presupuesto en Estados Unidos. Su primera oportunidad llegó en 2005 con la película Sueño americano de Reneé Chabira protagonizada por John Leguizamo. Después protagonizó el filme de suspenso Miradas ocultas de Eric Nicholas, seguido por Fast Food Nation de Richard Linklater, basada en el libro de Eric Schlosser que denuncia las prácticas sospechosas de las empresas de comida rápida.
Ha realizado dos películas que exponen el tema de los asesinatos de mujeres en Ciudad Juárez, Chihuahua: La virgen de Juárez de Kevin James Dobson con Angus Macfadyen y Minnie Driver y Contracorriente de Elisa Salinas y Rafael Gutiérrez.
En 2007 participó al lado de Javier Bardem en la película estadounidense El amor en los tiempos del cólera de Mike Newell, adaptación de la novela homónima del escritor colombiano Gabriel García Márquez. Hizo el papel de “Olimpia Zuleta”, una de las mujeres en la lista de amantes del protagonista “Florentino Ariza”. Hubo críticas encontradas y la cinta no tuvo el éxito que se esperaba.
En España actuó en el thriller La profecía de los justos, de Manuel Carballo, al lado de Diego Martín. También compartió créditos con Edward Burns en la película de misterio Llamada perdida de Eric Valette, remake estadounidense de la exitosa cinta japonesa Chakusin ari.
En 2008 dio vida a “Catalina Guzmán” en la cinta mexicana ganadora de cuatro premios Ariel Arráncame la vida de Roberto Sneider, basada en la novela de la escritora mexicana Ángeles Mastretta, con Daniel Giménez Cacho y José María de Tavira en los roles principales. La película contó con una inversión de 6.5 millones de dólares, cifra récord en el cine mexicano, además fue un éxito en taquilla. Formó parte de la preselección de películas aspirantes al premio Óscar como Mejor película de habla no inglesa, pero no fue nominada.
El mismo año se estrenó en el Festival Internacional de Cine de Morelia la cinta Purgatorio, de Roberto Rochín, una trilogía basada en los cuentos de Juan Rulfo, donde Ana Claudia interpretó a "Cleotilde" haciendo pareja con el actor Pedro Armendáriz Jr.
En el marco del 5th Puerto Vallarta Film Festival se exhibió en México la película estadounidense Days of Wrath de la directora Celia Fox, que describe una batalla entre pandillas en la ciudad de Los Ángeles, Claudia actuó como reportera; en el reparto destaca la participación de Laurence Fishburne.
En 2009 volvió a actuar al lado de Wilmer Valderrama en la cinta The Dry Land que se rodó en Baja California, con la dirección de Ryan Pierce Williams y America Ferrara como protagonista.
En 2010 hizo la participación en un anuncio hecho por la marca Ciel de The Coca Cola Company, y actualmente es la imagen de la compañía Nextel.
Desde 2017, es conductora del programa Top Chef México emitido por Sony Channel.

## Filmografía

### Televisión
| Año       | Título                                        | Personaje                      | Episodios                |
| --------- | --------------------------------------------- | ------------------------------ | ------------------------ |
| 2024      | Accidente                                     | Daniela                        | 10 capítulos             |
| 2023      | Se llamaba Pedro Infante                      | María Luisa León               | 8 capítulos              |
| 2023      | La fiesta continúa                            | Carla "Charly" García          | 8 episodios              |
| 2022      | El Galán                                      | Melina Leclerc                 | 8 capítulos              |
| 2020      | De brutas, nada                               | Viviana "Vivi"                 | 20 episodios             |
| 2018      | El recluso                                    | Frida Villareal Aranda         | 13 episodios             |
| 2017      | Drunk History: El lado borroso de la historia | La Güera Rodríguez             | 1 episodio               |
| 2014      | Palabra de ladrón                             | Ángeles Valencia               | 13 episodios             |
| 2012      | Covert Affairs                                | Pilar Sastre                   | 75 episodios             |
| 2010-2012 | Soy tu fan                                    | Carla "Charly" García          | 26 episodios             |
| 2009      | Dollhouse                                     | Galena                         | 26 episodios             |
| 2008      | Terminales                                    | Abril Márquez                  | 13 episodios             |
| 2007      | Tiempo final                                  | Paula                          | Episodio: "La despedida" |
| 2007      | Tiempo final                                  | Leticia                        | Episodio: "La adivina"   |
| 2002      | Vale todo                                     | María de Fátima Accioli / Fati | 100 episodios            |
| 2000      | Amor latino                                   | Marina Villegas                | 100 episodios            |
| 1999      | Romántica obsesión                            | Mariana Ríos                   | 84 episodios             |
| 1998      | Señora                                        | Lorena Rey                     | 158 episodios            |
| 1997      | Al norte del corazón                          | Ángela (joven)                 |                          |

## Cine
- Viaje todo robado (2023) — Dolores
- Soy tu fan: la película (2022) — Charly
- ¡Qué despadre! (2021)  Paula
- Matando Cabos 2 (2021) — Pau Cabos
- Como caído del cielo (2019) — Raquel
- Perfect strangers (2018) — Ana
- American Corious (2018) — Sol
- Paraíso perdido (2016) — Sofía
- La venta del paraíso (2012) — Aura María
- El sueño de Ivan (2011) — Amy
- The Dry Land (2010) — Adriana
- Days of Wrath (2008) — Samantha Rodríguez
- Purgatorio (2008) — Cleotilde
- Arráncame la vida (2008) — Catalina Guzmán
- One Missed Call (2008) v Taylor Anthony
- El amor en los tiempos del cólera (2007) — Olimpia Zuleta
- El Último Justo (2007) — Miryam
- Fast Food Nation (2006) — Coco
- Alone With Her (2006) — Amy
- Contracorriente (2006) — Chuya
- La Virgen de Juárez (2006) — Mariela
- Sueño (2005) — Nina
- Después de la Muerte (2005) — Cleotilde
- Matando Cabos (2004) — Pau Cabos
- El Umbral (2003) — Gina
- Ladies' Night (2003) — Alicia
- El crimen del Padre Amaro (2002) v Amelia
- El cometa (1999) — Valentina
- La señora de los placeres (1998) — Empleada de zapatería

## Premios y nominaciones

### Premios
- 2003: Premio ACE: Mejor Actriz-Cine, por El crimen del padre Amaro.
- 2004: MTV Movie Award: Mejor Cachondez, por Ladies' Night.
- 2006: Jury Prize: Mejor Actriz de Reparto, por The Virgin of Juárez.
- 2006: Hollywood Life's Magazine Breakthrough of the Year Awards: Revelación del año, por Fast Food Nation.
- 2009: Premio Canacine a la Mejor actriz de cine por Arráncame la vida.[5]
- 2009: Premio Bravo a la Mejor actriz de cine por Arráncame la vida.[6]

### Nominaciones
- 1999: Premio Ariel: Mejor Actriz por El cometa.
- 2003: Premio Ariel: Mejor Actriz por El crimen del padre Amaro.
- 2003: MTV Movie Award: Actriz Favorita por El crimen del padre Amaro.
- 2003: MTV Movie Award: Mejor Secuencia Cachonda por El crimen del padre Amaro.